# Métodos de prospección de suelos

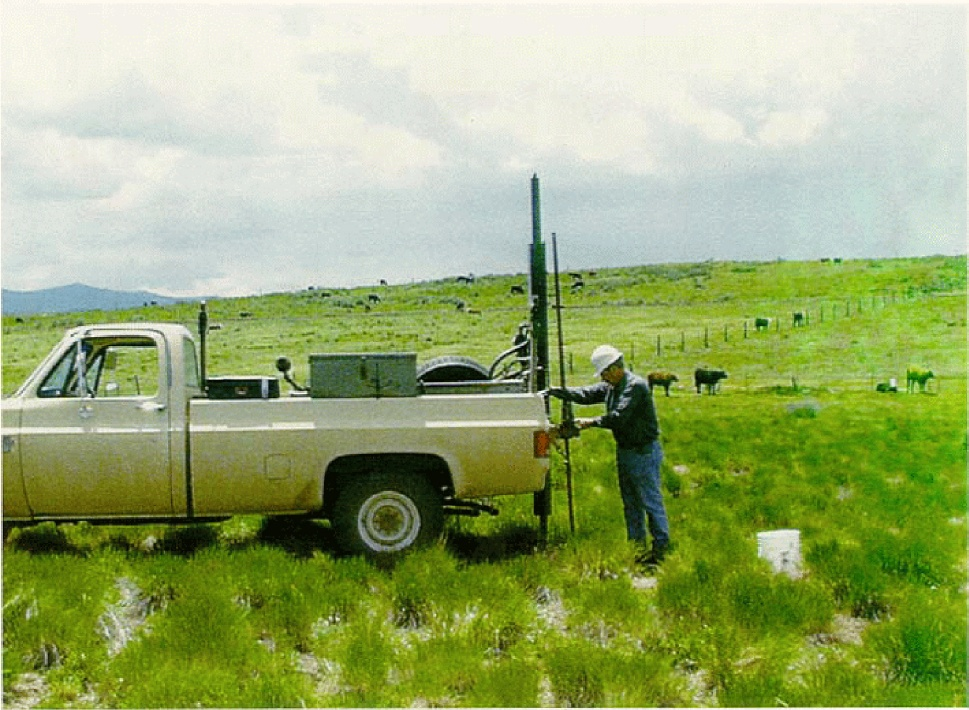
Un equipo de estudios de suelo es utilizado para extraer muestras de suelo mediante un muestreador tipo Giddings.

Los métodos de prospección de suelos entendidos como la investigación geotécnica del suelo comprende toda la metodología utilizada por la ingeniería geotécnica o ingeniería geológica para obtener información de las propiedades físicas del suelo y la roca en una localización sobre la que se pretende asentar o reparar alguna infraestructura, ya sea cimentarla o realizar movimientos de tierra. Este tipo de investigación se denomina habitualmente investigación in situ.
Las investigaciones geotécnicas pueden ir más allá de las propiedades  sitio. Algunas veces también se emplean métodos geofísicos, como el radar, para obtener datos del terreno sin excavarlo. Las investigaciones subterráneas y superficiales suelen llevar estudios posteriores sobre muestras en laboratorios para obtener ciertos parámetros del suelo. Al formar parte también de la investigación geotécnica se incluyen también los estudios sobre la fotogrametría aérea y la investigación sobre la cartografía geológica existente, que de por sí ya pueden dar una primera idea del terreno donde se trabaja.

## Métodos de exploración de carácter preliminar

### Pozos a cielo abierto
Este método consiste en hacer excavaciones de tamaño suficiente para que un técnico pueda introducirse en él y pueda examinar los distintos estratos en su estado natural, y de este modo poder saber las características que cada uno presenta en cuanto a la cantidad de agua contenida, y el tipo de suelo existente a distintas profundidades. La desventajas de este método es que no se puede utilizar a grandes profundidades debido al riesgo de derrumbes en pozos profundos, además no se puede controlar el flujo del agua si se pasa al nivel freático. Para poder distinguir las características que presenta la naturaleza, es preciso la excavación se realice en forma cuidadosa para no perturbar las características que se desean estudiar.
Cuando se realiza un sondeo a pozo abierto, se lleva un registro de las condiciones que presenta el suelo durante la excavación, por los motivos anteriormente comentados. 
Las muestras se pueden obtener ya sea:
- alteradas: Son partes de suelo las cuales se protegen contra las pérdidas de humedad, colocando las muestras alteradas en recipientes que cumplan con este objetivo o en bolsas emparafinadas.
- inalteradas: Deben tomarse con mucho cuidado, labrando una oquedad en la pared del pozo. Esta muestra se protege contra las pérdidas de humedad colocándola en capas de manta impermeabilizada con brea y parafina.

### Perforaciones con posteadora o barrenos helicoidales
A diferencia de los sondeos a cielo abierto, el método de perforación con posteadora únicamente permite obtener muestras alteradas, pero que basta para saber las características del suelo y la relación que tiene con la cantidad de agua, en un suelo plástico. Para obtener estas muestras se usan barrenos helicoidales y posteadores que son como dos palas muy cerradas en la parte baja las cuales tienen un agarre en forma de T. Esta herramienta se hace penetrar en el suelo haciéndola girar sobre el material.
La forma o la distancia entre las hélices del barreno a utilizar depende del tipo de suelo, para suelo arenoso deben de estar más cerradas que para un suelo plástico. Las herramientas antes mencionadas se adaptan en un extremo de la tubería y se le van añadiendo más tramos de tubo conforme a que el pozo se vaya haciendo más profundo, dichos tubos se colocan en la superficie. 
Si el muestreo continúa por debajo del nivel freático se deben utilizar cucharas especiales, las muestras que se obtienen con esta cuchara son aún más alteradas ya que tiene la variable de la cantidad de agua que entra en la cuchara y el suelo. A causa de esto solo se puede obtener una clasificación y realizar pruebas para las cuales no es necesaria una muestra inalterada.  
Generalmente se recurre a colocar ademes en el pozo, esto se hace con tubos de hierro los cuales son hincados a golpes pero con un diámetro necesario para que puedan pasar las herramientas utilizadas para muestrear. En la parte inferior esta tiene una zapata afilada para facilitar la penetración en el suelo. Cuando se agregan los segmentos de tubos de hierro para su manejo y colocación se usa una polea la cual es colocada en un trípode, esto a una altura que permita el manejo de los tubos de hierro. El cable que cruza por la polea y se sujeta a los tubos es un cable de manila o metálico y los operadores o técnicos pueden intervenir manualmente para guiar los tubos con la ayuda de unas llaves especiales y así poder atornillar los segmentos siguientes. Una desventaja de este método es que cuando tenemos un suelo firme y a este le sigue uno blando, en estos casos comúnmente se pierde la frontera que existe entre los dos tipos de suelo.

### Método de lavado
Este método de sondeo es bastante económico y el tiempo en que se realiza es muy rápido. Con este método se pueden presentar errores en la frontera del terreno, dicho error puede ser hasta de un metros al marcar la diferencia entre estratos. Este método de puede usar en conjunto con otro método es decir como un sondeo auxiliar preliminar ya que es más rápido que los otros. Las muestras que se obtienen son bastante alteradas, tanto que no deberían de considerarse como representativas para llevar al laboratorio. 
El equipo y material a utilizar son al igual que en el método anterior un trípode con una polea, la cual se usa para sostener el martinete este tiene un peso que puede ir desde los 80 hasta los 150 kilogramos. Lo que hace el martinete es hincar en el suelo los ademes necesarios. El ademe utilizado debe tener un diámetro mayor para de esta manera poder inyectar el agua. El agua se impulsa mediante una bomba. Esto se hace una vez que se ha hincado el ademe. Entonces cuando el agua se introduce en la tubería hace que una muestra suba a través del espacio que existe entre el ademe y la tubería de inyección, ya que la muestra se encuentra fuera se coloca en un recipiente en el cual se puede estudiar y analizar la muestra.
Cuando se realiza el muestreo y si las características no han cambiado se puede muestrear cada 1.5 metros pero si se presenta un cambo en el agua que sale debe de hacerse un nuevo muestreo. Una vez que se detuvo el muestreo debemos esperar a que el agua se quede en equilibrio con el nivel freática y así anotar todo lo que se va observando. 
Existen diferentes tipos de muestreadores unos se introducen en el suelo a golpes y el más usado es llamado de media caña ya que está hecho para poder dividirse y así poder extraer la muestra más fácilmente. Existe otro muestreador el cual se llama trampa de muelles el cual tiene en la parte inferior unas cuchillas metálicas las cuales permiten la entrada en la cámara inferior pero puede dificultar su salida y por último el muestreador de cucharón raspador el cual se usa en un suelo con arenas bajo en nivel freático y funciona por rotación.

## Método de penetración estándar
Este método de exploración es el que mejor resultados proporciona ya que provee más información acerca del subsuelo, a diferencia de los métodos anteriores en los cuales solo dan una descripción. Dependiendo del tipo de s, en un suelo friccional indica la compacidad de los mantos, mientras que en suelo plástico indica la resistencia que presenta el suelo a la compresión simple. Este método da muestras alteradas las cuales permiten su estudio.
El equipo para este método es un penetrómetro estándar. Normalmente tiene en la parte inferior la forma de media caña, con la cual se facilita la extracción de la muestra. Este tipo de muestreador se hinca en el suelo por medio de golpes ayudado por un martinete el cual tiene un peso aproximado de 6o kg, la altura desde la cual es soltado son unos 80 cm. Se cuentan la cantidad de golpes dado hasta alcanzar una profundidad de 30 centímetros. 
Cuando se ha introducido el muestreador a una profundidad de 60 centímetros, se debe retirar el penetrómetro y se obtiene una muestra. El pozo donde se ha hecho el sondeo debe de ser previamente limpiado con cuidado. Después el muestreador o el técnico, debe de introducirse en él

## Método de penetración cónica
Este método de sondeo consiste en introducir una punta cónica dentro del suelo para así obtener la resistencia que puede presentar el suelo. Dependerá del tipo de terreno, ya sea estático o dinámico, para saber qué procedimiento y qué tipo de cono utilizar. Existen cuatro tipos:
- el danés, que es un cono como lo conocemos
- holandés, presenta una punta en forma de flecha
- otro tipo es para ensaye dinámico, el cual se parece al holandés pero el diámetro de la flecha es más grande de 50.8 mm a comparación del holandés que mide 35.6 mm
- por último el de inyección, el cual es el que presenta la flecha más grande de 70mm.

En los terrenos estáticos, el equipo se hinca tan solo a presión esto se logra con un martinete que cae sobre él. En un terreno dinámico lo mejor es utilizar el tipo de penetrometro para ensaye dinámico, en este se usa el mismo equipo que para la prueba de penetración estándar, es decir un martinete con un peso de 63.5 kilogramos y se deja caer de una altura de 76 centímetros. De igual manera se cuentan los golpes para introducirse 30 centímetros. 
Cuando se obtienen las muestras en este tipo de sondeos, no se llega a resultados como en el método anterior es decir, de laboratorio. En la penetración cónica los resultados son de dudosa interpretación dependiendo los criterios utilizados. Pero la razón por la que este métodos se utiliza es porque es muy rápido y económico, económico en el sentido de no de utilizan ademes, aunque esto provoca que exista gran fricción lateral pero si se colocan ademes se pierde la ventaja de que sea económico.
Para obtener una muestra, primero se hinca el cono mediante presión estática en la parte superior de la tubería. Y la velocidad con la que se introduce normalmente es constante y es de 1 centímetro por cada segundo. Se debe de ir haciendo reportes de las profundidades y los tiempos. En este sondeo como hemos dicho no se obtiene una muestra representativa. Por lo que se recomienda que este tipo de sondeo sea utilizado únicamente en las zonas donde previamente se conozcan sus características, el método es para saber de un lugar en específico sus características. Este método no debe usarse en lugares no explorados a fondo con anticipación.

### Perforaciones en suelos con boleos y gravas
Cuando se está realizando un estudio de mecánica de suelos existen estratos donde se pueden encontrar boleos o gravas, estas presentan una gran resistencia a ser perforadas por los equipos descritos anteriormente. Para suelos de estas características se utiliza un taladro de acero resistente el cual se deja caer sobre el estrato con la ayuda de cables. Ocasionalmente para poder penetrar por algún estrato es necesario el uso de explosivos.

## Métodos de sondeo definitivos
Los métodos que se describen a continuación permiten obtener muestras inalteradas, estas muestras son adecuadas para que en el laboratorio se obtengan la resistencia a la compresión, muestras de las rocas que en el suelo se presenten y que no se pueden obtener por algunos métodos de exploración de carácter preliminar. El método de pozos a cielo abierto descrito al principio es uno de los métodos que se encuentran tanto en la clasificación de carácter preliminar como en los sondeos definitivos.

### Muestreo con tubos de pared delgada
El estudio de mecánica de suelos mediante tubos de pared delgada se debe a M. J. Hvorslev. Los muestreadores y métodos utilizados varían dependiendo del grado de perturbación que se acepte en la muestra a extraer. Para conseguir que el grado de perturbación sea el mínimo es preciso que el hincado del tomamuestra se realice de manera constante en cuanto a su presión y velocidad. Por ello no se lo hincado o golpea con algún método dinámico.
Hay varios tipos de muestreadores de tubo de pared delgada, tales como:
- el tipo Shelby. Es el más común en cuanto a su uso, tienen una longitud que va desde los 80 cm hasta el metro. Y se lo conecta con la tubería mediante una rosca en la parte superior.
- el de pistón, el cual es un tipo de muestreador más elaborado que el anterior y permite eliminar la basura que se pueda encontrar en el fondo del pozo antes de realizar el muestreo, lo cual es muy conveniente cuando son muestreadores usados a cielo abierto.
- el muestreador llamado dispositivo de hincado por presión de un diferencial, se utiliza cuando no se cuenta con una máquina perforadora la cual aplique mecánicamente la presión necesaria. Este tipo de muestreador utiliza la ayuda de una varilla de perforación y un peso muerto usando gatos hidráulicos.

Existen ocasiones en donde los muestreadores no son capaces de obtener una muestra o más bien de extraerla hasta la superficie, esto puede ser porque el suelo sea muy blando o contenga grandes cantidades de agua. Para salvar este problema lo que se hace es hincar el muestreador a poca velocidad y con bastante cuidado, así como también ya que el muestreador se encuentra lleno de su muestra se deja reposar un poco para que el suelo se adhiera más al muestreador y después se puede proceder con la extracción. En arenas que se encuentran por debajo del nivel freático se presenta el mismo problema antes mencionado, lo que esto hace necesario utilizar procedimientos especiales si se quiere usar este método, se le tiene que dar a la muestra una cohesión para que la muestra se pueda adherir al muestreador y de igualmente conservar su estructura.

## Métodos rotatorios para roca
Cuando en un estudio de mecánica de suelos llegamos o topamos con algún estrato rocoso no podemos traspasarlo con los métodos que anteriormente han sido mencionados, entonces buscamos otros métodos como lo es el rotatorio para roca, con el cual usamos maquinaria perforadoras las cuales usan brocas de diamantes o del tipo cáliz. 
Las brocas de diamantes presentan en el inferior se adapta con una broca de acero, el muestreador conoce como corazón, tiene incrustaciones de diamante industrial lo que permite la perforación. La broca de tipo cáliz tiene un muestreador que es de acero y su penetración en el suelo es fácil ya que presenta municiones de acero que se vacían por la tubería hasta la perforación. En las rocas fracturadas puede que estas municiones se pierdan, este tipo de brocas puede realizar perforaciones hasta de tres metros de diámetros y en este caso la maquinaria penetra en conjunto con la broca.
Para saber qué tipo y que material de broca utilizar dependerá del tipo y que tan dura es una roca. En rocas bastante duras lo mejor es usar brocas que presenten incrustaciones de diamantes. En rocas medianamente duras se recomienda usar una broca con incrustaciones de carbono de tungsteno y por último en las rocas más suaves o débiles se usa una broca de acero duro con dientes de sierra. La velocidad a la que rotan las brocas van a variar dependiendo del tipo de broca y de roca que se vaya a perforar pero tiene un amplio intervalo que va desde las cuarenta revoluciones por minuto hasta las mil revoluciones. Podemos decir que la manera de penetramiento puede ser de manera mecánica, donde la velocidad es constante o hidráulica donde pueden variarse las velocidades. 

## Métodos geofísicos
Los tres métodos que se verán a continuación tienen el objetivo de saber las razones de cambio de las características físicas del subsuelo. Estos métodos son rápidos y permiten investigar en áreas de gran tamaño pero presentan la desventaja que no dan suficiente información sobre el suelo a diferencia de los métodos anteriores donde se puede calcular la compresibilidad, porosidad, cantidad de agua, entre otros. Con estos métodos solamente se realizan estudios previos, no se deben de utilizar para fines de cimentación.

### Método sísmico
El sondeo sísmico tiene como base las propiedades de los materiales que se encuentran en el subsuelo y estos materiales permiten la transmisión de ondas sísmicas conocidas como elásticas. Las ondas sísmicas obedecen a las leyes de refracción las cuales están basadas en los principios de Fermat y Huygens. La teoría de la elasticidad se basa en el estudio de las ondas sísmicas, ya que la velocidad de las mismas dependen de las constantes de los materiales como lo son: el módulo de young, el módulo de rigidez y la relación de Poisson. 
El propósito de este método es el conocer la distribución en un determinado espacio, el parámetro de la velocidad de propagación de ondas sísmicas de tal manera de poder indicar la división de un área geográfica especifica, de los materiales que existen en el subsuelo, de igual manera relacionar el parámetro y las condiciones geotécnicas tales como: el fracturamiento, la alteración y la compacidad. Aun sabiendo que los parámetros que se obtienen con este método no son precisos, pudiera ser que el método sísmico no se relacione con la geología del lugar ya que las capas del subsuelo no den una respuesta a cualquiera de las siguientes condiciones: la primera es la velocidad de propagación debe incrementar con la profundidad de las capas. Y la segunda es que una de las capas debe de tener un gran espesor, mayor que la longitud de onda para poder ser detectada. Otro importante detalle es que la distancia de la línea sísmica y esta debe ser al menos tres veces mayor que la profundidad a la cual se desea hacer el estudio.
En cuanto al equipo que se utiliza esta el sismógrafo el cual es un aparato diseñado para poder visualizar en la pantalla toda la información registrada y así poder analizar mejor y rápidamente los datos de las ondas primarias conocidas como longitudinales, entre otras cosas este equipo cuenta con una salida para imprimir los sismogramas por medio de un papel electrosensitivo en donde quedan registrados los datos: tiempo de registro, tiempos de retraso cuando existen, contador de golpes ya que a mayor número de golpes mayor apilamiento de la señal y por último, la utilización de filtros y los canales que se utilicen. Así como el valor de las señales a la cual tuvieron que ser ajustadas, para poder lograr una diferencia con el ruido existente en la zona de estudio en el cual puede ser natural y/o artificial y finalmente el valor del tamaño de la traza, la cual se ajusta manualmente para poder asegurar la claridad de las llegadas de las ondas longitudinales.
En el método sísmico lo que se busca es saber cuál es el tiempo mínimo que tardan las ondas en propagarse en el medio, desde el momento en el que se generan mediante una excitación hasta que llega a los diferentes refractores en el subsuelo y hasta que emergen a las superficie donde son detectados mediante geófonos cuya distribución se conoce como tendido sísmico.
Las ondas se generan de manera artificial en lugares estipulados llamados puntos de tiro, dicho efecto se logra con el golpe de un cuerpo pesado sobre una placa colocada en la superficie del terreno, los cuales están sincronizados con el registro de los detectores. De las diferentes ondas que se generaron, las que tienen importancia son las ondas primarias conocidas como longitudinales.
Los elementos que convierten el movimiento del terreno en una señal eléctrica que se envía al sismógrafo, el cual sabemos que es un dispositivo que amplifica las señales y presenta una gráfica, dichos elementos son conocidos como geófonos.

### Método de resistividad eléctrica
Los sondeos de resistividad eléctrica usan la electricidad con la cual conocen las características que presentan los materiales que se encuentran en el subsuelo en los métodos eléctricos encontramos la resistividad que es la oposición de los materiales al paso de la corriente eléctrica y por otro lado tenemos la conductividad que permite el paso de la corriente eléctrica a través de los materiales en el subsuelo, estos conducen la corriente eléctrica en forma iónica y electrónica; en el primer caso la conducción se realiza a través de los fluidos contenidos en los poros de la roca y en el segundo caso la conductividad se realiza por medio de los minerales metálicos.
Normalmente se considera que la conducción de la intensidad de corriente en el subsuelo es de manera iónica por esta razón la resistividad depende de las condiciones físicas y químicas de las rocas encontradas en el subsuelo como por ejemplo el grado de saturación, fracturamiento, porosidad, entre otras.
El equipo usado para obtener los datos consta de un receptor, un transmisor, dos carretes con sus cables y unos electrodos de metal. El receptor es ligero y tiene una pantalla en la cual se pueden ver las mediciones de los voltajes de las baterías se observa el potencial natural y el voltaje primario. El transmisor genera corriente continua y manda las lecturas de corriente a una pantalla la cual tiene varias escalas de corriente con un sistema que permite medir la resistencia del terreno para poder seleccionar de forma adecuada las escalas de voltaje y la intensidad de corriente.
Los electrodos de potencial y de intensidad de corriente son colocados en la superficie del terreno para realizar la lectura de la diferencia del campo potencial y el de la intensidad de corriente que circula en el subsuelo. Con los valores de voltaje, intensidad de corriente y el factor geométrico que es el que relaciona la distancia entre los electrodos, con estos datos se puede calcular la resistividad aparente. Para realizar cada medición se incrementa la distancia entre los electrodos de la intensidad de corriente pero cuando los valores de la diferencia de potencial resultan ser muy pequeños hay que aumentar la separación entre los electrodos, debiéndose tomar al menos una lectura de datos con dos diferentes posiciones de electrodos de potencial y una sola con la posición de electrodos de intensidad de corriente a dicho proceso se le conoce como traslape.
En términos generales se puede decir que la finalidad del método de resistividad eléctrica es la de inferir las estructuras del subsuelo, para conocer los parámetros del corte geoeléctrico es decir los espesores y resistividades.

### Métodos magnéticos y gravimétricos
En el método magnético se utiliza un magnetómetro, con el cual se analiza el campo magnético que se encuentra en la zona que se delimita por las estaciones receptoras. En cuanto al método gravimétrico se mide el campo gravimétrico en diferentes puntos del terreno. Para poder interpretar los resultados se puede establecer que si los valores del método utilizado, entre más alto sea el valor registrado quiere decir que existe un estrato rocoso en el área estudiada. Si no es así, quiere decir que en el área existen masas ligeras o cavernas.

## Ensayos de laboratorio
Se puede realizar una amplia variedad de ensayos de laboratorio en suelos para medir una amplia variedad de propiedades del suelo. Algunas propiedades del suelo son intrínsecas a la composición de la matriz del suelo y no se ven afectadas por la perturbación de la muestra, mientras que otras propiedades dependen de la estructura del suelo y de su composición, y solo se pueden probar de manera efectiva en muestras relativamente no perturbadas. Algunos ensayos de suelo miden las propiedades directas del suelo, mientras que otras miden las "propiedades de índice" que proporcionan información útil sobre el suelo sin medir directamente la propiedad deseada.

### Límites de Atterberg
Los límites de Atterberg definen los límites de varios estados de consistencia para suelos plásticos. Los límites están definidos por la cantidad de agua que necesita un suelo en uno de esos límites. Los límites se llaman límite plástico y límite líquido, y la diferencia entre ellos se llama índice de plasticidad. El límite de contracción también es parte de los límites de Atterberg. Los resultados de esta prueba se pueden usar para ayudar a predecir otras propiedades de ingeniería.

### Relación de demora de California
La norma ASTM D 1883 define una prueba para determinar la aptitud de una muestra de suelo o agregado como una subrasante de la carretera. Se empuja un émbolo hacia una muestra compactada y se mide su resistencia. Esta prueba fue desarrollada por Caltrans, pero ya no se usa en el método de diseño de pavimento Caltrans. Todavía se usa como un método barato para estimar el módulo elástico.

### Ensayo de corte directo
La norma ASTM D3080 define un ensayo de corte directo que determina las propiedades de resistencia consolidada y drenada de una muestra. Se aplica una tasa de deformación constante a un solo plano de corte bajo una carga normal, y se mide la respuesta de carga. Si esta prueba se realiza con diferentes cargas normales, se pueden determinar los parámetros comunes de resistencia al corte.

### Ensayo de índice de expansión
Este ensayo utiliza una muestra de suelo remodelada para determinar el Índice de Expansión (IE), un valor empírico requerido por los códigos de diseño de construcción, con un contenido de agua del 50% para suelos expansivos, como arcillas expansivas.

### Ensayo de conductividad hidráulica
Hay varios ensayos disponibles para determinar la conductividad hidráulica de un suelo. Incluyen los métodos de cabeza constante, cabeza descendente y flujo constante. Las muestras de suelo analizadas pueden incluir cualquier tipo de muestras remodeladas, no perturbadas y compactadas.

### Ensayo de edómetro
Esto se puede usar para determinar los parámetros de consolidación (ASTM D2435) e hinchazón (ASTM D4546).

### Análisis de tamaño de partícula
Este análisis se realiza para determinar la gradación del suelo. Las partículas más gruesas se separan en la porción de análisis de tamiz, y las partículas más finas se analizan con un hidrómetro. La distinción entre partículas gruesas y finas generalmente se realiza a 75 µm. Los siete análisis sacuden la muestra a través de mallas progresivamente más pequeñas para determinar su gradación. El análisis del hidrómetro utiliza la velocidad de sedimentación para determinar la gradación de partículas.

### Ensayo del valor R
Este ensayo tipificado en la especificación California 301 mide la respuesta lateral de una muestra compactada de suelo o agregado a una presión aplicada verticalmente bajo condiciones específicas. Caltrans utiliza este ensayo para el diseño del pavimento, reemplazando la prueba de la relación de demora de California.

### Ensayo de compactación de suelos
Proctor estándar (ASTM D698), Proctor modificado (ASTM D1557) y Ensayo 216 de California. Estos ensayos se utilizan para determinar el peso unitario máximo y el contenido óptimo de agua que un suelo puede alcanzar para un esfuerzo de compactación dado.

### Ensayos de succión del suelo
ASTM D5298.

### Ensayo de corte triaxial
Este es un tipo de ensayo que se utiliza para determinar las propiedades de resistencia al corte de un suelo. Puede simular la presión de confinamiento que un suelo vería profundamente en el suelo. También puede simular condiciones de drenaje y sin drenaje.

### Ensayo de compresión no confinada
ASTM D2166. Este ensayo comprime una muestra de suelo para medir su resistencia. El modificador "no confinado" contrasta esta prueba con la prueba de corte triaxial.

### Contenido de agua
Este ensayo proporciona el contenido de agua del suelo, normalmente expresado como un porcentaje del peso del agua con respecto al peso seco del suelo.